# Pogány Géza
Pogány Géza (Szombathely, 1927. augusztus 2. – Budapest, 2001. április 20.) festőművész.

## Életútja
A soproni erdőmérnöki főiskolán kezdte meg tanulmányait. Ezután 1945 és 1947 között a Budapesti Műszaki Egyetemen, majd 1947-től 1950-ig a Magyar Képzőművészeti Főiskolán tanult. Mesterei Burghardt Rezső és Bernáth Aurél voltak. 1950-ben a főiskoláról eltávolították, s az Operaház munkatársa lett eleinte mint segédmunkás, később pedig mint díszletfestő. 1959-ig dolgozott az intézménynél. Az 1960-as években Európa számos országában megfordult, ahol önálló kiállításai is voltak. 1982-ben készítette el élete fő művét a Szentlélek templomban (1028 Budapest, Máriaremetei út 34.) található főoltárképet, amely méreteit tekintve is jelentős (60 m2). Haláláig folyamatosan alkotott, számtalan csendélet, portré, tájkép és számos köztéri műalkotás került ki a kezei közül. 

## Kiállításai

### Egyéni kiállításai
- 1959 • I. kerületi Hazafias Népfront Klub, Budapest
- 1960 • Állami Operaház Klubja, Budapest
- 1962 • Derkovits Terem, Budapest
- 1965 • Galerie des N. G. Magasins, Lausanne (CH)
- 1966 • Középülettervező Intézet, Budapest
- 1971 • Csók Galéria, Budapest
- 1973 • Hornmoldhaus, Bietigheim (NSZK)
- 1975 • G. del Libro, Parma
- 1975 • Galerie “K”, Köln
- 1975 • Képcsarnok, Pécs
- 1977 • Ludwigsburg (NSZK) • G. Nouvo Quadrato, Parma
- 1978 • Hotel Stendhal, Parma • Magán G. Savigny, Lausanne
- 1979 • Képcsarnok, Szombathely
- 1991 • Galerie Atrium, Rothenburg (NSZK)
- 1993 • Kunst Galerie, Wiener Neustadt (A)
- 1993 • Hidegkúti Galéria, Máriaremete
- 2001 • Társalgó Galéria, Budapest

### Válogatott csoportos kiállításai
- 1969 • Magyar Akadémia, Róma
- 1973 • Galerie Greiner, Stuttgart
- 1973 • Kurhalle, Lüneburg (NSZK)
- 1975 • G. Al Crocicchio, Bologna
- 1976 • Schlossgalerie, Windelsbach (NSZK).

## Művei közgyűjteményekben
- Magyar Nemzeti Galéria, Budapest.